# Macrotrachela gracillima
Macrotrachela gracillima är en hjuldjursart som beskrevs av Donner 1965. Macrotrachela gracillima ingår i släktet Macrotrachela och familjen Philodinidae. Inga underarter finns listade i Catalogue of Life.